# Apodus deciduus
Apodus deciduus är en svampart som beskrevs av Malloch & Cain 1971. Apodus deciduus ingår i släktet Apodus och familjen Lasiosphaeriaceae.   Inga underarter finns listade i Catalogue of Life.